# Борха, Мигель
Миге́ль А́нхель Бо́рха Эрна́ндес (исп. Miguel Ángel Borja Hernández; род. 26 января 1993[…], Ла-Пас) — колумбийский футболист, нападающий клуба «Ривер Плейт».

## Биография
Борха дебютировал в профессиональном футболе за «Депортиво Кали» в 2011 году, но в чемпионате страны за эту команду провёл всего один матч, поэтому во второй половине года он перешёл «Кукуту», где было больше шансов проявить себя.
В 2012 году перешёл в Кортулуа, а спустя год — в «Ла-Экидад», но за последний клуб успел сыграть лишь два матча, после чего его отдали в аренду в итальянский «Ливорно». Борха провёл восемь матчей в сезоне 2013/14 в итальянской Серии A, но в основном это были кратковременные выходы на замену. Вторую половину 2014 года он провёл за аргентинский «Олимпо».
В 2015 году Борха успешно выступал за Санта-Фе, в составе которого стал обладателем Южноамериканского кубка. Первую половину 2016 года провёл в «Кортулуа», а в июле перешёл в «Атлетико Насьональ». Зелёные дошли до полуфинала Кубка Либертадорес и им необходимо было укрепление из-за ухода в трансферное окно нескольких ведущих игроков. Борха дебютировал за «атлетов» 6 июля 2016 года как раз в матче Кубка Либертадорес на Морумби против «Сан-Паулу». Дебют получился очень удачным — Мигель оформил дубль на 82 и 88 минутах матча, значительно увеличив шансы своей команды на победу в двухматчевом противостоянии за выход в финал. В ответном матче Борха вновь отметился дублем, благодаря чему «Атлетико Насьональ» одержал победу со счётом 2:1 и вышел в финал турнира. В ответном матче финала забил единственный гол в ворота «Индепендьенте дель Валье», благодаря чему «Атлетико Насьональ» завоевал свой второй Кубок Либертадорес.
С 2017 по 2019 год выступал за «Палмейрас». Помог команде стать чемпионом Бразилии в 2018 году.
В январе 2013 года Борха был включен в заявку сборной Колумбии на проходящий в Аргентине молодёжный чемпионат Южной Америки. В первых двух матчах против сборных Парагвая и Чили Хуан только выходил на замену, но в игре против Боливии дебютировал в основном составе и оформил хет-трик, включившись в бомбардирскую гонку.

## Титулы и достижения
Командные
- Обладатель Кубка Колумбии (1): 2016
- Победитель Суперлиги Колумбии (1): 2015
- Чемпион Бразилии (1): 2018
- Вице-чемпион Бразилии (1): 2017
- Обладатель Южноамериканского кубка (1): 2015
- Обладатель Кубка Либертадорес (1): 2016
- Финалист Южноамериканского кубка (1): 2016
- Чемпион Южной Америки среди молодёжи (1): 2013
- Бронзовый призёр Кубка Америки: 2021

Личные
- Лучший бомбардир чемпионата штата Сан-Паулу (1): 2018 (7 голов)
- Лучший бомбардир чемпионата Колумбии (1): Апертура 2016 (19 голов)
- Лучший бомбардир Кубка Колумбии (1): 2016 (8 голов)
- Лучший бомбардир Южноамериканского кубка (1): 2016 (6 голов)
- Лучший бомбардир Кубка Либертадорес (1): 2018 (9 голов), совместно с Вильсоном Морело
- Футболист года в Южной Америке (1): 2016
- Участник символической сборной года Южной Америки (1): 2016